# Almostancique
Abul Sabir Iacube Almostancique Bilá (Abu al-Sabr Yaqub al-Mustamsik bi-llah), melhor conhecido como Almostancique do Cairo (em árabe: المستمسك بالله, lit. 'Al-Mustamsik'), foi o décimo-sexto califa abássida do Cairo sob os sultões mamelucos do Egito. Ele serviu por dois períodos, entre 1497 e 1508 e, novamente, entre 1516 e 1517.

## História
Abul Sabir Iacube sucedeu ao pai, Mutavaquil II, em 1497, durante o reinado do sultão mameluco burjida Nácer Maomé. Nesta época, o Sultanato Mameluco entrou num novo período de instabilidade e diversos sultões se sucederam rapidamente:
- Nácer Maomé até 1498.
- Zair Cansu até 1500.
- Alaxarafe Jambalate até 1501.
- Cansu Alguri até 1516.

Almostancique renunciou em 1508 para dar lugar ao seu filho Mutavaquil III. Em 24 de agosto de 1516, o sultão mameluco Cansu Alguri perdeu a Batalha de Marj Dabiq nas proximidades de Alepo (na Síria) contra o sultão otomano Selim I. O califa Mutavaquil III foi feito prisioneiro e Alaxarafe Cansu Alguri morreu pouco depois. Almostancique retomou sua posição de califa no Cairo sob o novo sultão mameluco Alaxarafe Tumane Bei.
Depois de pacificar a Síria, Selim I conquistou o Egito e Alaxarafe Tumane Bei, o último sultão, foi executado em 13 de abril de 1517 por Selim I. Selim se apodera das insígnias do califado, mas a transmissão da função de califa para o sultão otomano é uma ficção criada no final do século XVIII.
Almostancique morreu em 1521.